# Sử dụng thuốc giải trí
Sử dụng thuốc giải trí, sử dụng ma túy giải trí là việc sử dụng một loại thuốc kích thích thần kinh để tạo ra một thay đổi trạng thái ý thức nhằm tạo ra niềm vui, bằng cách sửa đổi nhận thức, cảm xúc và tình cảm của người dùng. Khi một loại thuốc thần kinh xâm nhập vào cơ thể người dùng, nó sẽ gây ra hiệu ứng say. Thông thường, thuốc giải trí có ba loại: thuốc trầm cảm (thuốc gây cảm giác thư giãn và bình tĩnh); chất kích thích (thuốc gây cảm giác tăng năng lượng và tỉnh táo); và ảo giác (thuốc gây biến dạng tri giác như ảo giác). Nhiều người cũng sử dụng opioid theo quy định và bất hợp pháp cùng với thuốc phiện (opiates) và thuốc benzodiazepin. Trong thực tế phổ biến, sử dụng ma túy giải trí nói chung là một hành vi xã hội được dung thứ, thay vì được coi là tình trạng y tế nghiêm trọng của việc tự dùng thuốc . Tuy nhiên, việc sử dụng nhiều một số loại thuốc bị xã hội kỳ thị.
Thuốc giải trí bao gồm rượu (như được tìm thấy trong bia, rượu vang và rượu mạnh chưng cất); cần sa (bất hợp pháp trên toàn quốc ở một số quốc gia và toàn bang / tỉnh hoặc địa phương ở các quốc gia khác) và hashish; nicotine (thuốc lá); caffeine (cà phê, trà và nước ngọt); thuốc theo toa; và các chất được kiểm soát được liệt kê là thuốc bất hợp pháp trong Công ước duy nhất về ma túy (1961) và Công ước về các chất hướng thần (1971) của Liên Hợp Quốc. Những chất được kiểm soát được coi là thuốc bất hợp pháp khác nhau tùy theo quốc gia, nhưng thường bao gồm methamphetamine, heroin, cocaine, LSD, nấm psilocybin, MDMA và thuốc dùng tại câu lạc bộ. Năm 2015, ước tính có khoảng 5% người từ 15 đến 65 tuổi đã sử dụng thuốc bất hợp pháp ít nhất một lần (158 triệu đến 351 triệu người).

## Lý do sử dụng

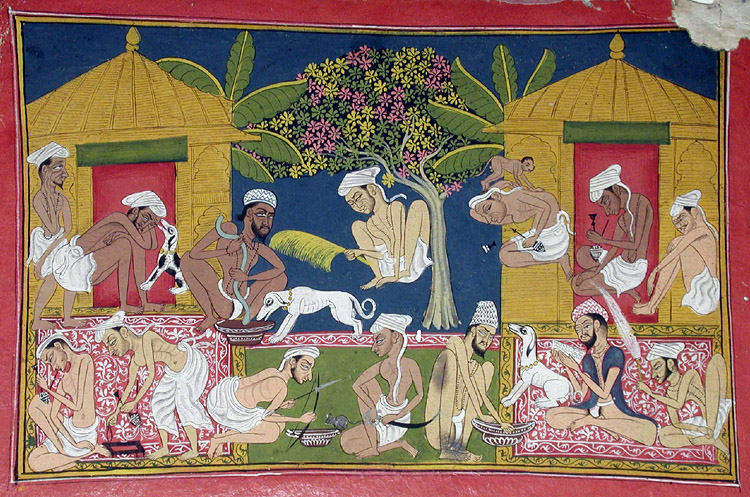
Người ăn Bhang ở Ấn Độ c. 1790. Bhang là một chế phẩm ăn được của cần sa có nguồn gốc từ tiểu lục địa Ấn Độ. Nó đã được sử dụng trong thực phẩm và đồ uống sớm nhất là 1000 TCN của người Hindu ở Ấn Độ cổ đại.

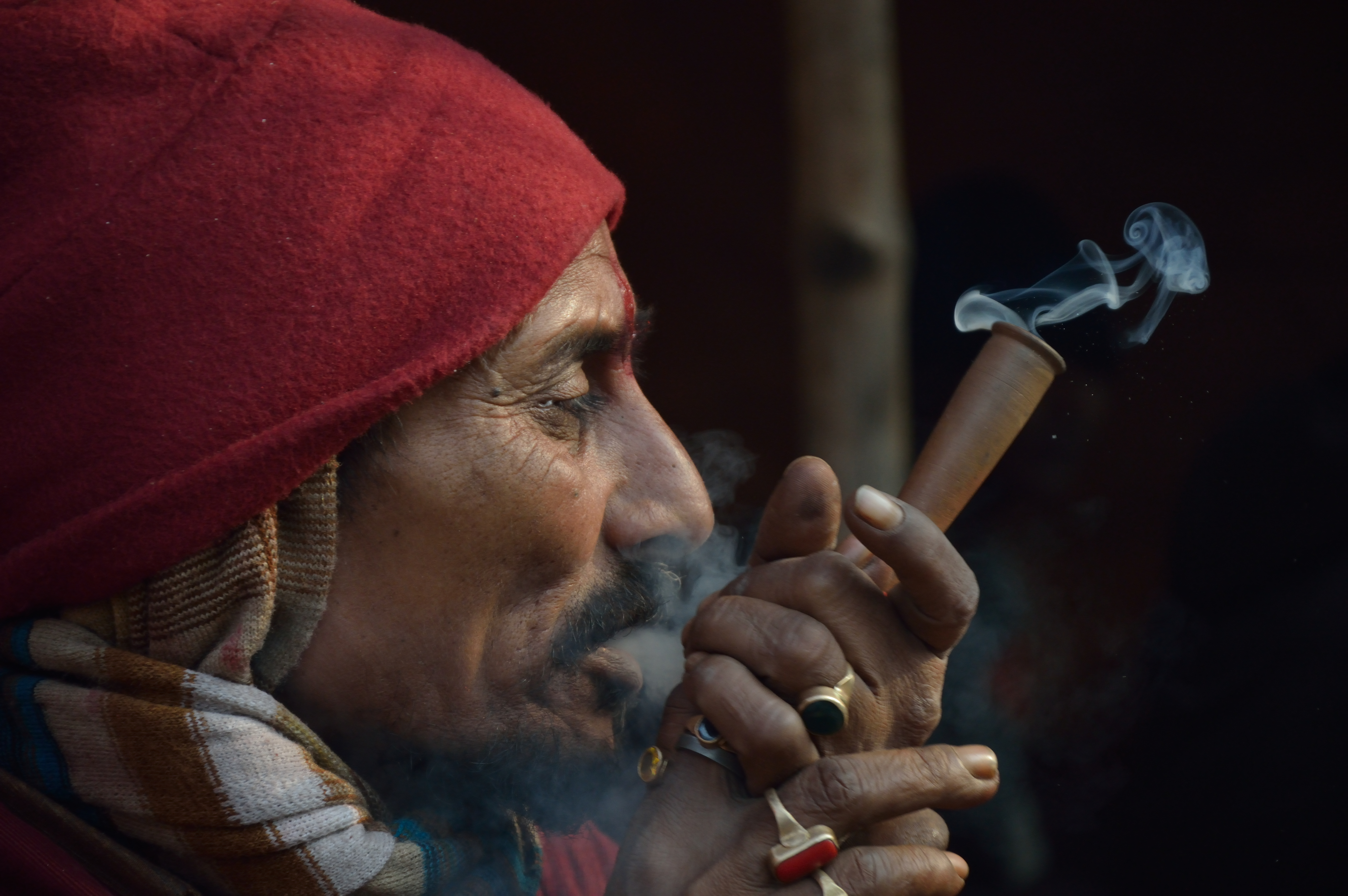
Một người đàn ông hút cần sa ở Kolkata, Ấn Độ.

Nhiều nhà nghiên cứu đã khám phá nguyên nhân của việc sử dụng thuốc giải trí. Một số lý thuyết phổ biến nhất là: di truyền, loại tính cách, vấn đề tâm lý, tự dùng thuốc, giới tính, tuổi tác, sự hài lòng tức thì, nhu cầu cơ bản của con người, sự tò mò, nổi loạn, ý thức về một nhóm, gia đình và các vấn đề gắn bó chấn thương, thất bại ở trường hoặc công việc, các yếu tố gây căng thẳng kinh tế xã hội, áp lực ngang hàng, tội phạm vị thành niên, tính sẵn có, các yếu tố lịch sử hoặc ảnh hưởng văn hóa xã hội. Không có thỏa thuận xung quanh bất kỳ một nguyên nhân duy nhất. Thay vào đó, các chuyên gia có xu hướng áp dụng mô hình sinh thiết xã hội. Bất kỳ số lượng các yếu tố này có khả năng ảnh hưởng đến việc sử dụng thuốc giải trí của một cá nhân vì chúng không loại trừ lẫn nhau. Bất kể di truyền, sức khỏe tâm thần hoặc kinh nghiệm chấn thương, các yếu tố xã hội đóng một vai trò lớn trong việc tiếp xúc và sẵn có của một số loại thuốc và mô hình sử dụng thuốc.
Theo nhà nghiên cứu nghiện Martin A. Plant, nhiều người trải qua giai đoạn tự xác định lại trước khi bắt đầu sử dụng ma túy giải trí. Họ có xu hướng xem việc sử dụng ma túy như một phần của lối sống chung liên quan đến văn hóa nhóm mà họ liên kết với tình trạng cao và thách thức của các chuẩn mực xã hội. Plant nói, từ quan điểm của người dùng, có nhiều lý do tích cực để trở thành một phần của việc sử dụng các chất này. Những lý do cho việc sử dụng ma túy dường như có liên quan nhiều đến nhu cầu về tình bạn, niềm vui và địa vị như họ làm với bất hạnh hoặc nghèo đói. Trở thành một người chơi ma túy, với nhiều người, là một sự khẳng định tích cực chứ không phải là một trải nghiệm tiêu cực ".